# The Shadows of Knight
The Shadows of Knight est un groupe américain de garage rock, originaire de Chicago, dans l'Illinois. Le groupe est formé en 1964 sous le nom de the Shadows. Il se rebaptise  The Shadows of Knight en 1966, avant de se séparer en 1972.

## Historique

### Années 1960–1970
Le groupe est formé en 1964 sous le nom de The Shadows avant d'opter pour The Shadows of Knights afin d'éviter toute confusion avec les Shadows britanniques.
Ils sortent trois albums pendant leur cinq premières années d'existence. Les membres fondateurs sont Warren Rogers (guitare solo), Roger Spielmann (guitare rythmique/solo et chant) Norm Gotsch (guitare rythmique), Wayne Pursell (basse), Tom Schiffour (batterie) et Jim Sohns (chant).  Sohns avait 16 ans à cette période. En 1965, Joe Kelley est recruté pour jouer de la basse, et remplacer Pursell. Kelley se met à la basse avec Rogers à la fin 1965.
Le groupe sort son premier single chez Dunwich Records en décembre 1965 Gloria, une reprise du tube de Them, qui se classe à la 10e place des charts. Un premier album, également intitulé Gloria et comprenant de nombreuses reprises, sort peu après. Un an plus tard, les Shadows of Knight sortent un second album, intitulé Back Door Men et contenant les singles I'm Gonna Make You Mine et The Behemot. Ces deux albums seront réédités en 1998 par Sundazed Records.
Gloria est énormément diffusé à l'échelle régionale. Le single atteint la première position des chaines de radio et du rival local WCFL. Aux classements du magazine Billboard, Gloria atteint la 10e place. Une autre publication, Cashbox classe Gloria 7e de ses classements. Au Canada, la chanson atteint la huitième place du RPM Magazine. Gloria compte un million d'exemplaires vendus, et est certifié disque d'or par la RIAA.
Le groupe était composé de Warren Rogers (guitare), Roger Spielmann (guitare/chants) Norm Gotsch (guitare), Wayne Pursell (basse), Tom Schiffour (batterie), Jim Sohns (chants).
Au fil des départs, le dernier membre originel du groupe en 1967 est Jim Sohns. Il s'entoure d'autres musiciens et continue le groupe, réalisant quelques 45 tours, dont Shake à tendance heavy metal, puis le groupe se sépare quelques années plus tard.

### Années 2000–2010
En 2006, The Shadows of Knight tourne en tête d'affiche de la tournée Underground Garage avec The Romantics. The Shadows se joignent aussi au concert de l'Halloween de Cheap Trick (le Cheap Trick or Treat), avec des membres des Romantics et The Charms. Aussi en 2006, un CD de nouveaux morceaux, A Knight to Remember, est publié.  Le style musical de A Knight to Remember, qui comprend une version retravaillée de Gloria, est comparé à celui de The Sonics
En 2008, le groupe joue à la tournée The Psychedelic Shack Tour, qui fait participer une reformation des Nazz, Vince Martell et, à l'occasion, Henry Gross. Également en 2008, un nouvel album, intitulé Rock 'n' Roll Survivors, est publié.
Joe Kelley (né Joseph J. Kelley en 1945 à Chicago) meurt le 1er septembre 2013, après un bref combat contre un cancer du poumon, à l'âge de 67 ans. Le 20 août 2016, les membres survivants des Shadows of Knight se réunissent pour un concert pour la première fois en 49 ans. En 2017, un best-of intitulé Live and Dirty (1974-2004) est publié.
Le 29 juillet 2022, le chanteur et membre fondateur Jim Sohns est décédé à l'âge de 75 ans..

## Discographie

### Albums studio
- 1966 : Gloria
- 1966 : Back Door Men
- 1969 : Shadows of Knight
- 1992 : Raw 'n Alive at the Cellar, Chicago 1966! (album live)
- 1992 : Live! (In Rockford, IL. 1972) (album live)
- 2007 : A Knight to Remember
- 2008 : Rock 'N' Roll Survivors
- 2015 : Live 1966
- 2017 : Live and Dirty (1974-2004) (best-of)

### Singles
- 1966 : Gloria
- 1966 : Dark Side
- 1966 : Oh Yeah
- 1966 : Light Bulb Blues
- 1966 : Bad Little Woman
- 1966 : Gospel Zone
- 1966 : I'm Gonna Make You Mine
- 1966 : I'll Make You Sorry
- 1966 : Back Door Men
- 1966 : Willie Jean
- 1966 : The Behemoth
- 1966 : Back Door Men
- 1967 : Someone Like Me
- 1967 : Three for Love
- 1968 : Shake
- 1968 : From Way Out to Way Under
- 1969 : My Fire Department Needs a Fireman
- 1969 : Taurus
- 1969 : Run Run Billy Porter
- 1970 : I Am The Hunter
- 1970 : Warwick Court Affair
- 1996 : I Got My Mojo Working
- 1996 : Potato Chip